# Pete Dunne
Pour les articles homonymes, voir Butch et England.
Peter England (né le 9 novembre 1993 à Birmingham) est un catcheur (lutteur professionnel) anglais. Il travaille actuellement à la World Wrestling Entertainment, dans la division Raw, sous le nom de Pete Dunne.

## Carrière

### Entraînement et débuts (2006–2011)
England commence à s'entraîner pour devenir catcheur alors qu'il a que 12 ans. Il fait ses premiers combats en 2007 dans des petites fédérations des Midlands.

### Revolution Pro Wrestling (2014;2016-2019)
Lors de RevPro Live At The Cockpit, il bat El Ligero, puis Morgan Webster pour remporter le RPW British Cruiserweight Championship. Lors de Summer Sizzler 2016, il perd le titre contre Will Ospreay.

### Progress Wrestling (2014-2019)
Lors de Chapter 33, il trahit son partenaire de longue date et frère Damian Dunne, s'alliant avec Trent Seven pour former "British Strong Style". Lors de Chapter 36, lui et Trent Seven battent The London Riots (James Davis et Rob Lynch) et remportent les Progress Tag Team Championship.
Lors de Chapter 51 le 9 juillet, Pete Dunne, Trent Seven & Tyler Bate battent Chris Brookes, Kid Lykos & Travis Banks et remportent les Progress Tag Team Titles.
Lors de Chapter 55, il perd le PROGRESS World Championship, au profit de Travis Banks.

### Chikara (2014–2017)
Le 1er septembre 2017, lui, Trent Seven et Tyler Bate, présenté comme "House Strong Style", participent au King of Trios (2017), qu'ils remportent en battant House Sendai Girls (Cassandra Miyagi, Dash Chisako and Meiko Satomura) en finale pour les King of Trios 2017,.

### Southside Wrestling Entertainment (2012–2019)
Lors de KirbyMania, il bat Fénix. Lors de 6th Anniversary Show, il perd contre Cody Rhodes.

### Circuit indépendant (2012-2019)

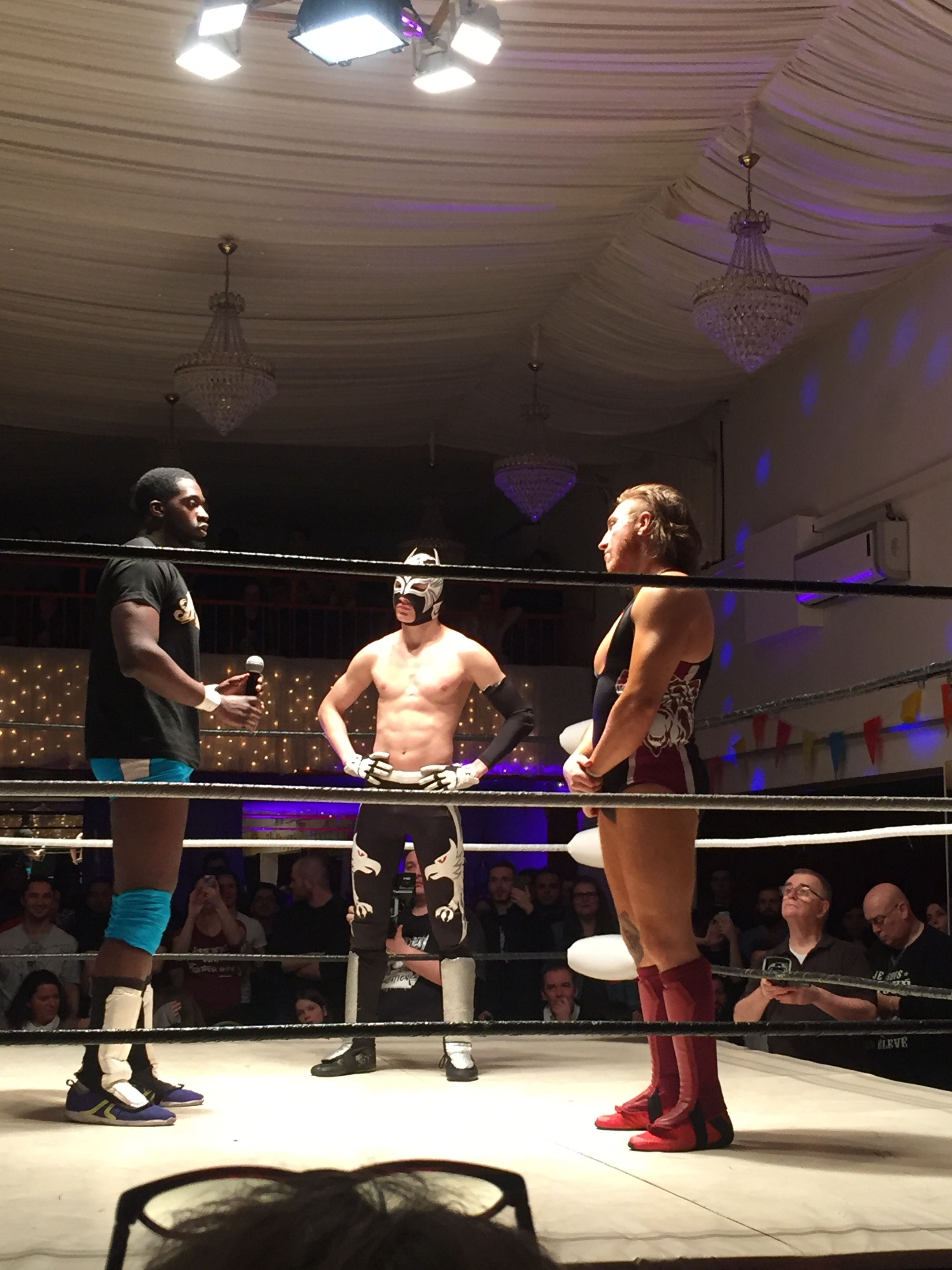
Pete Dunne avant son match à l'APC Catch, à Paris.

Le 17 juin à DWW Invasion, il bat Josh Alexander et Psycho Mike et remporte le DWW Title de ce dernier.
Le 20 janvier 2019 lors de DWW Carnage 2019, il perd le DWW Championship contre Josh Alexander.

### World Wrestling Entertainment (2016-...)

#### WWE United Kingdom Champion (2017-2019)

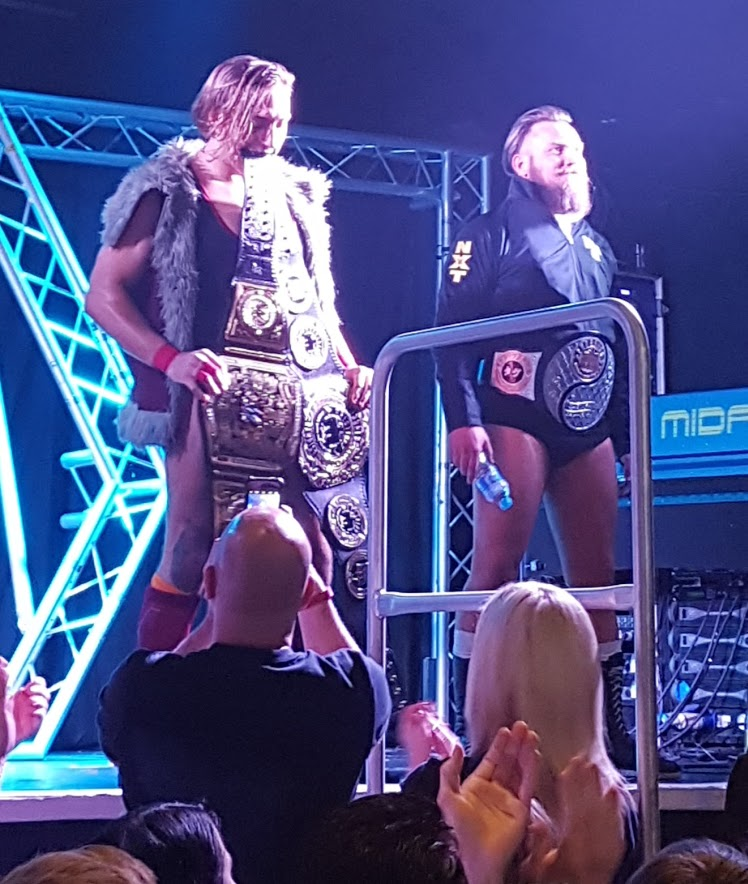
Pete Dunne en tant que WWE United Kingdom Champion et PROGRESS World Champion, aux côtés de Trent Seven

Le 15 décembre 2016, il a été révélé que Dunne serait l'un des 16 hommes en compétition dans un tournoi de deux nuits pour couronner le tout premier WWE United Kingdom Champion. Le 14 et 15 janvier 2017, il bat Roy Johnson dans le premier tour, avançant aux quarts de finale et finalement les demi-finales où il a battu Sam Gradwell et Mark Andrews respectivement pour avancer à la finale, où il a perdu contre Tyler Bate,.
Lors de NXT Takeover: Chicago, il bat Tyler Bate et remporte le WWE United Kingdom Championship.
Le 5 avril 2019 lors de NXT Takeover: New York, il perd son titre contre WALTER, après un règne de plus de 685 jours.

#### Champion par équipe de laNXTavec Matt Riddle (2020)
Le 10 janvier 2020 à NXT, il forme officiellement une alliance avec Matt Riddle et les deux hommes se font appeler The Broserweights. Ensemble, ils battent Mark Andrews et Flash Morgan Webster au premier tour du tournoi Dusty Rhodes Tag Team Classic. Le 29 février à NXT, ils remportent le tournoi Dusty Rhodes Tag Team Classic en battant The Grizzled Young Veterans (James Drake et Zack Gibson) en finale, et deviennent aspirants no 1 aux titres par équipe de la NXT. Le 16 février à NXT TakeOver: Portland, ils deviennent les nouveaux champions par équipe de la NXT en battant l'Undisputed Era (Bobby Fish et Kyle O'Reilly), remportant les titres pour la première fois de leurs carrières.
Le 29 avril, à cause de la pandémie de Covid-19 aux États-Unis, il est contraint de rester dans son pays natal, au Royaume-Uni et sera désormais remplacé par Timothy Thatcher. Le 13 mai à NXT, son partenaire et son remplaçant perdent face à IMPERIUM (Marcel Barthel et Fabian Aichner), ne conservant pas leurs titres et mettant fin à un règne de 86 jours.

#### Retour àNXT UK(2020-2022)
Le 15 octobre à NXT UK, il fait son retour sur le ring. Ilja Dragunov et lui battent Alexander Wolfe et WALTER. Le 28 octobre à NXT Halloween Havoc, il effectue un Heel Turn en se retournant contre Kyle O'Reilly, rejoignant ainsi le clan de Pat McAfee. Le 6 décembre à NXT TakeOver: WarGames, Pat McAfee, Danny Burch, Oney Lorcan et lui perdent face à l'Undisputed Era (Adam Cole, Bobby Fish, Kyle O'Reilly et Roderick Strong) dans un WarGames Match.
Le 14 février 2021 à NXT TakeOver: Vengeance Day, il ne remporte pas le titre de la NXT, battu par Finn Bálor.
Le 7 avril à NXT TakeOver: Stand & Deliver, il bat Kushida. Le 13 juin à NXT TakeOver: In Your House, il ne remporte pas le titre de la NXT, battu par Karrion Kross dans un Fatal 5-Way Match, qui inclut également Adam Cole, Kyle O'Reilly et Johnny Gargano.
Le 5 décembre à NXT WarGames, l'équipe Black and Gold (Tommaso Ciampa, Johnny Gargano, LA Knight et lui) perd face à 2.0 (Bron Breakker, Carmelo Hayes, Tony D'Angelo et Grayson Waller) dans un WarGames Match.

#### Débuts àSmackDown, Brawling Brutes (2022-2023)
Le 11 mars à SmackDown, il fait ses débuts dans le show bleu, sous le nom de Butch, s'allie à Sheamus et Ridge Holland qui forment un trio baptisé The Brawling Brutes, et assiste à leur victoire sur le New Day.
Le 8 avril à SmackDown, il dispute son premier match, mais perd face à Xavier Woods.
Le 3 septembre à Clash at the Castle, Ridge Holland et lui accompagnent Sheamus, le trio effectue un Face Turn, mais ils ne peuvent empêcher la défaite de l'Irlandais face à Gunther pour le titre Intercontinental de la WWE.
Le 5 novembre à Crown Jewel, ils ne remportent pas les titres par équipes de Raw et de SmackDown, battus par les Usos. Le 26 novembre aux Survivor Series: WarGames, Drew McIntyre, Kevin Owens, Sheamus, Ridge Holland et lui perdent face à la Bloodline dans le tout premier Men's WarGames match.
Le 1er juillet 2023 à Money in the Bank, il ne remporte pas la mallette, gagnée par Damian Priest. Le 5 août à SummerSlam, il ne remporte pas la Slim Jim SummerSlam 25-Men Battle Royal, gagnée par LA Knight.

#### Retour du New Catch Republic et rivalité avec Sheamus (2024-...)
Le 5 janvier 2024 à SmackDown: New Year's Revolution, il reforme officiellement un duo avec Tyler Bate sous le nom de New Catch Republic et ensemble, les deux catcheurs battent Pretty Deadly. Quatorze soirs plus tard à SmackDown, il récupère son ancien gimmick de Bruiserweight Pete Dunne, puis son partenaire et lui rebattent leurs mêmes adversaires. Le 24 février à Elimination Chamber, ils ne remportent pas les titres incontestés par équipes, battus par le Judgment Day (Damian Priest et Finn Bálor).
Le 6 avril à WrestleMania XL, ils ne remportent pas les ceintures, battus par Awesome Truth (The Miz et R-Truth) qui remportent les ceintures du show rouge et A Town-Down Under (Austin Theory et Grayson Waller) celles du show bleu dans un 6-Pack Challenge Tag Team Ladder match qui inclut également leurs mêmes adversaires, DIY (Johnny Gargano et Tommaso Ciampa) et The New Day (Kofi Kingston et Xavier Woods). Le 29 avril à Raw, lors du Draft, ils sont annoncés être officiellement transférés au show rouge.
Le 8 juillet à Raw, il dispute son premier match, mais perd face à "Big" Bronson Reed. La semaine suivante à Raw, après la victoire de Sheamus sur l'adversaire qu'il n'a pas vaincu, il effectue un Heel Turn et attaque son ancien partenaire.

## Palmarès
- 4Front Wrestling

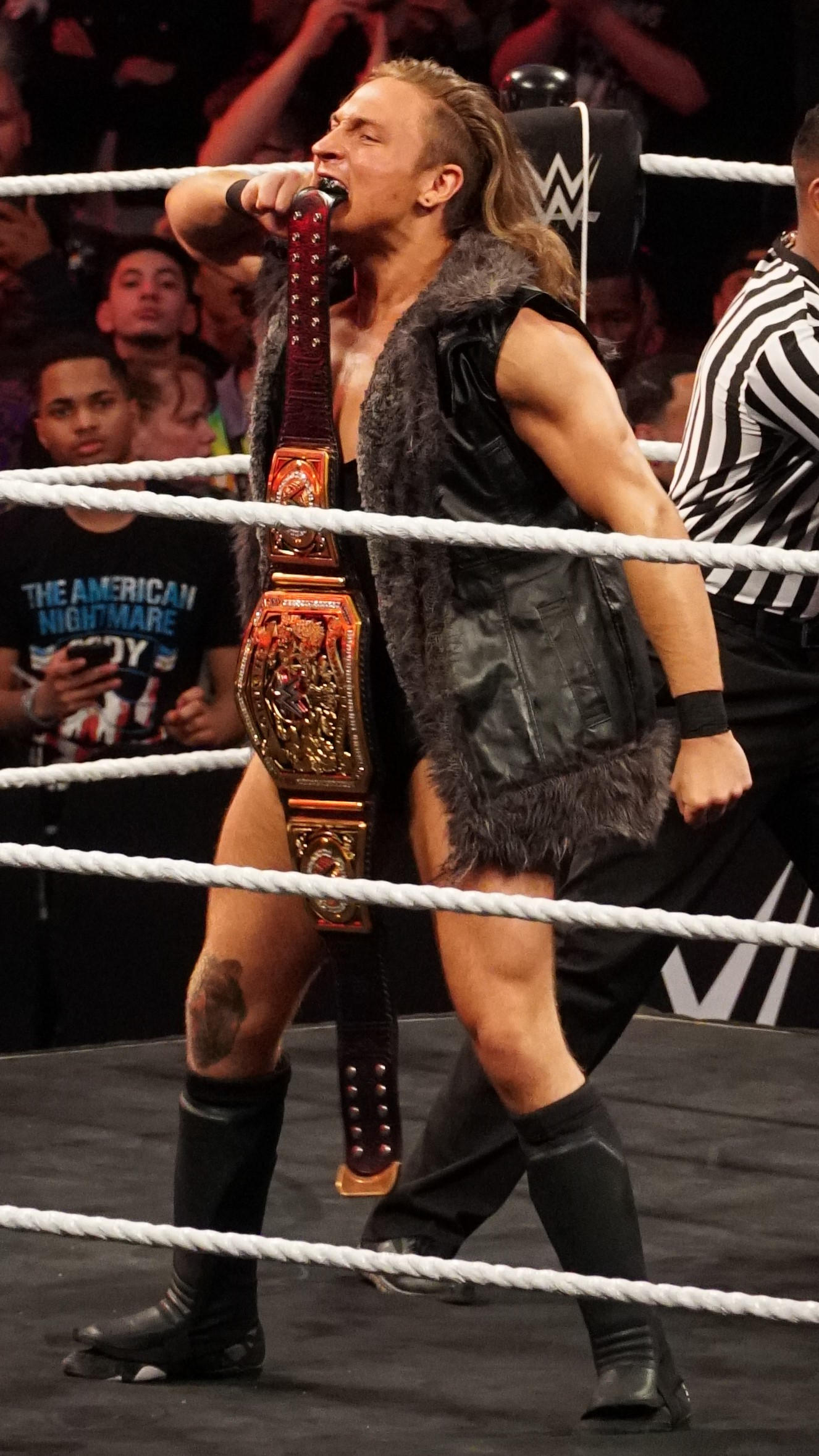
Dunne en tant que Champion du Royaume-Uni en avril 2018

  - 1 fois 4FW Junior Heavyweight Championship
- Alternative Wrestling World
  - 1 fois AWW British Tag Team Championship avec Damian Dunne
- Attack! Pro Wrestling
  - 6 fois Attack! 24/7 Championship (actuel)
  - Elder Stein Invitational (2012)
- Chikara
  - King of Trios (2017) avec Trent Seven et Tyler Bate
- Destiny World Wrestling
  - 1 fois DWW Championship
- Fight Club:Pro
  - 1 fois FCP Championship
  - Infinity Trophy (2015)
- FutureShock Wrestling
  - 1 fois FSW Adrenaline Championship
- Kamikaze Pro
  - 1 fois Relentless Division Championship
- Over The Top Wrestling
  - 2 fois OTT No Limits Championship
  - 1 fois OTT Tag Team Championship avec Trent Seven et Tyler Bate (actuels)
- Pro Wrestling Kingdom
  - 1 fois Pro Wrestling Kingdom Championship
- Progress Wrestling
  - 1 fois Progress World Championship
  - 1 fois Progress Tag Team Championship avec Trent Seven
- Pro Wrestling Revolver
  - 1 fois Pro Wrestling Revolver Tag Titles (actuel)
- Revolution Pro Wrestling
  - 1 fois RPW British Cruiserweight Championship
  - British Cruiserweight Title Tournament (2016)
- Southside Wrestling Entertainment
  - Young Tigers Cup (2015)
- VII Pro Wrestling
  - 1 fois VII Pro Championship
  - VII Trifecta Trophy Tournament
- Westside Xtreme Wrestling
  - 1 fois wXw Shotgun Championship
- World Wresting Entertainment
  - 1 fois WWE United Kingdom Championship
  - 1 fois NXT Tag Team Championship avec Matt Riddle
  - Dusty Rhodes Tag Team Classic (2020) avec Matt Riddle
  - NXT Year-End Award (1 fois)
    - Match de l'année (2017) – vs Tyler Bate pour le WWE United Kingdom Championship à NXT TakeOver: Chicago

## Récompenses des magazines
- Pro Wrestling Illustrated

| Année | 2016 | 2017 | 2018 | 2019 | 2020 | 2021 | 2022 | 2023 | 2024 |
| ----- | ---- | ---- | ---- | ---- | ---- | ---- | ---- | ---- | ---- |
| Rang  | 396  | 29   | 33   | 54   | 81   | 100  | 288  | 185  | 195  |

## Vie privée
- Il est végan[47].
- Le 3 mai 2018, il annonce sur Instagram qu'il attend son premier enfant prévu pour novembre 2018[48].